# Straszny dwór

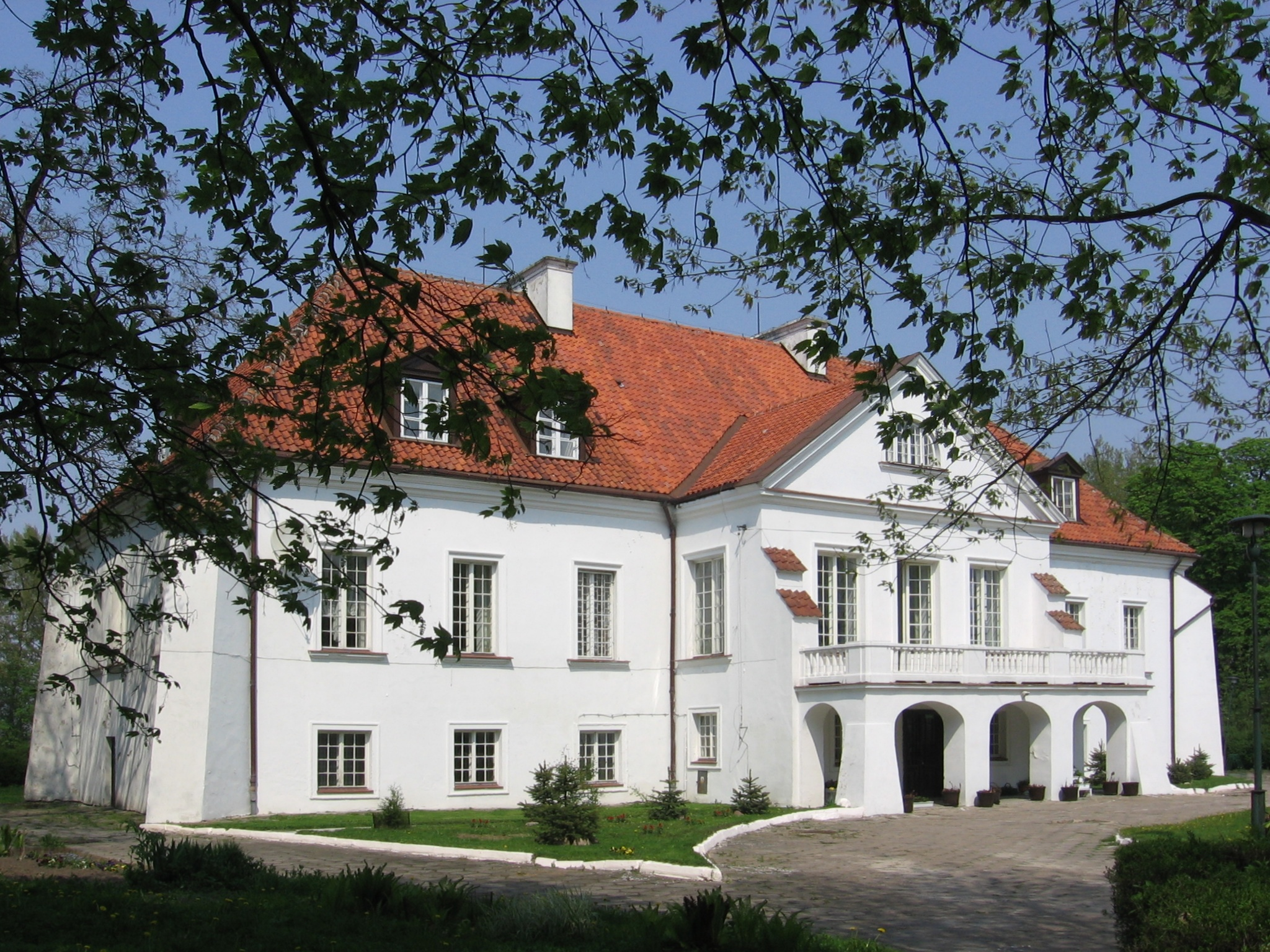
Dwór w Kalinowej, pierwowzór tytułowego dworu (2006)

Straszny dwór – polska opera w czterech aktach skomponowana przez Stanisława Moniuszkę w latach 1861–1864. Libretto do opery napisał Jan Chęciński. Posiadając cechy romantyczne i komediowe zarazem, dzieło cechuje silne zabarwienie patriotyczne. Z powyższych powodów było jednocześnie popularne wśród polskiej publiczności i zakazane przez władze rosyjskie (opera powstała w okresie zaborów). Premiera polska przerodziła się w wielką manifestację patriotyczną. Opera napisana po upadku powstania styczniowego jest wielkim manifestem patriotycznym. Prapremiera miała miejsce w Warszawie 28 września 1865. Dzieło jest uważane za najlepszą operę Moniuszki i zarazem najlepszy tego typu utwór polski XIX wieku.

## Geneza i przyjęcie opery
W połowie XIX wieku Polska znajdowała się pod zaborami. Wielu polskich pisarzy, artystów i muzyków tego okresu zajmowało się w swej twórczości problemem walki z germanizacją i rusyfikacją. Także w operze Straszny dwór znajdują się podobne wątki, i to zarówno w warstwie literackiej, jak i muzycznej.
W dziele zaprezentowany został zarówno idylliczny obraz życia w polskim dworku szlacheckim, jak i idea obowiązku patriotycznego związanego z postawą odwagi żołnierskiej, dzielności oraz gotowości do zbrojnego wystąpienia przeciwko wrogom ojczyzny. Autorzy podkreślili elementy związane z etosem rodziny, szczególnie cechę honoru. Już w pierwszych scenach opery widoczny jest konflikt pomiędzy naturalną chęcią prowadzenia spokojnego życia w domu rodzinnym – założenia rodziny – i patriotycznym obowiązkiem służenia ojczyźnie z bronią w ręku. Narodowy charakter dzieła spotkał się z reakcją cenzury rosyjskiej.
Straszny dwór jest jedną z najczęściej wystawianych w Polsce oper. Cechuje się intuicyjną harmonią, wspaniałą konstrukcją grup scenicznych, subtelną, acz bogatą instrumentacją, nowatorską melodycznością. Kompozytor pokazał kunszt budowy dzieła dramatycznego, integrując zarazem tradycyjne polskie pieśni i tańce (mazur, polonez, krakowiak). Dzieło oddaje tragicznego ducha tamtej epoki.

## Historia wystawień
Dzieło Moniuszki było pierwszy raz wystawione w Teatrze Wielkim w Warszawie 28 września 1865. Po trzecim przedstawieniu zostało zdjęte z afisza przez carską cenzurę. Władze zaborcze uznały wątki narodowe za zbyt niebezpieczne – dwa i pół roku wcześniej stłumiono powstanie styczniowe. Moniuszko żył jeszcze do 1872, ale dzieło nie doczekało się wystawienia przed jego śmiercią. Ponownie operę wystawiono w Teatrze Wielkim dopiero w 1885 r.
Wystawienia w innych miastach: Lwów (1877), Praga (1891), Wiedeń (1892), Bazylea (1939). W Rosji opera została wystawiona po raz pierwszy w roku 1873 w Kijowie. W Związku Radzieckim była wystawiona w Moskwie (1946), w Mińsku (1952), w Leningradzie (1953), we Lwowie (1974) itd.
Angielska wersja opery The Haunted Manor powstała w 1970. Tłumaczeniem zajął się dr George Conrad we współpracy ze śpiewaczką i nauczycielką śpiewu Mollie Petrie. Światową premierę wersji anglojęzycznej przygotowało University of Bristol Operatic Society w 1970. Przedstawienie wzbudziło duże zainteresowanie Polonii brytyjskiej; w tym okresie Polska znajdowała się w strefie wpływów sowieckich, będąc członkiem Układu Warszawskiego. Wielu Polaków podróżowało do Bristolu, by zobaczyć operę, która tak naprawdę była czysto amatorskim przedstawieniem, przygotowanym przez grupę studentów. Angielska wersja była wystawiana jeszcze wielokrotnie po roku 1970. Głośne było wznowienie angielskiej wersji z lutego 2001 przez brytyjską Opera South (wcześniej Opera Omnibus). Teatr Wielki z Łodzi wystawił Straszny Dwór w 1986 w Lyonie (Francja).
Realizacja Strasznego dworu w warszawskim Teatrze Wielkim (w reż. Davida Pountneya, pod dyr. Andreya Yurkevycha) zainaugurowała operowe transmisje dzieł polskich poprzez Opera Platform 19 listopada 2015 roku.
24 sierpnia 2021 roku odbyła się premiera opery „Straszny Dwór” na włoskim Festival Internazionale di Mezza Estate, a 10 września 2022 roku po raz pierwszy opera zagościła w Kallithea w Atenach w Grecji. Organizatorem obydwu premier była Fundacja na rzecz Kultury i Sztuki AVANGART.

## Streszczenie
Rzecz dzieje się w pierwszej połowie XVIII wieku. Zbigniew i Stefan wracają do domu po skończonej służbie wojskowej. Poprzysięgają się nie żenić. Ale inne są zamiary ich stryjenki – Cześnikowej. Bracia jednak, wbrew jej woli, odwiedzają starego przyjaciela ich ojca – Miecznika z Kalinowa i poznają tam jego piękne córki. Zaczynają się wahać. Tymczasem Cześnikowa, która chce ich wydać za inne panny, wyrabia im złą markę u Miecznika, twierdząc, że to tchórze. Damazy, panny i Skołuba postanawiają przekonać się, czy panicze są faktycznie podszyci strachem. Skołuba opowiada Maciejowi wojennemu druhowi braci w służbie u nich „straszną” historię Strasznego Dworu. Panicze nic sobie z tego nie robią, ale chcąc dotrzymać postanowienia, decydują się wyjechać. Wrażenie na nich robi inna historia, nie ta o praprababkach czy duchach w zegarze. Damazy mówi im bowiem, że gmach ten przed laty powstał z hańbiących usług zapłaty, że na tych murach przekleństwa i łzy i stąd nad nimi gniew Boski grzmi!. Miecznik wyjaśnia jednak sytuację – podstęp Damazego wychodzi na jaw, podobnie jak wzajemne zauroczenie młodych, ku ogólnej radości i wstydowi Damazego właśnie. Tak.. tak... to straszny, bardzo straszny dwór! – jak powiedział Stefan w Arii z kurantem, a sam Miecznik, gospodarz dworu też dopowie i tak strasznym będzie wciąż, Boska wola!... dlaczego? Grozę sąsiadów wywołuje uroda mieszkających „od zawsze” w Kalinowie panien. W trudnych wojennych czasach to tam w konkury uderzają młodzi przystojni szlachcice. Córkom sąsiadów zagraża staropanieństwo.

## Osoby
- Miecznik (baryton)
- Hanna i Jadwiga – jego córki (sopran i mezzosopran)
- Damazy – zalotnik Jadwigi i Hanny (tenor)
- Zbigniew i Stefan – bracia, towarzysze pancerni (bas i tenor)
- Maciej – stary sługa braci (baryton)
- Skołuba – stary żołnierz i klucznik Miecznika (bas)
- Cześnikowa – stryjenka braci (mezzosopran)
- Marta – niewiasta pracująca w domu „panów braci” (sopran)
- Grześ – pastuch (baryton)
- Stara kobieta (mezzosopran)
- Chłopiec (rola mówiona)

## Słynne arie i melodie
- Więc gdy się rozstaniem (początek I aktu)
- Z tej strony Powiśla (Cześnikowa, akt I)
- Spod igiełek kwiaty rosną (początek II aktu)
- dumka Jadwigi Biegnie słuchać w lasy knieje, akt II
- Recytatyw i polonezowa aria Miecznika z II aktu Bawić się, jak chcemy możem... Kto z mych dziewek serce której
- Aria z kurantem (Stefan, akt III)
- Aria Skołuby z III aktu Ten zegar stary[9]
- kwartet z III aktu Ni boleści, ni rozkoszy
- Do grobu trwać w bezżennym stanie!... Któraż to która, tej ziemi córa (recytatyw i aria, Hanna, akt IV)
- Przed stoma lat mój zacny dziad (Miecznik, akt IV)
- finałowy Mazur z czwartego aktu

## Dyskografia
Nagrania kompletne:
- 1949: Karel Leiss (Miecznik) Maria Tauberová (Hanna), Gitta Schmidtová (Jadwiga), Beno Blachut (Stefan), Karel Kalaš (Zbigniew), Bořek Rujan (Maciej), Ludmila Hanzalíková (Cześnikowa), Jaroslav Veverka (Skołuba), Antonín Jeřábek (Damazy), dyryguje František Dyk, Chór i Orkiestra Radia Czechosłowackiego, nagranie radiowe w języku czeskim (tłumaczenie na język czeski: Anna Hostomská)[10]
- 1953-1954: Marian Woźniczko (Miecznik), Barbara Kostrzewska (Hanna), Felicja Kurowiak (Jadwiga), Bogdan Paprocki (Stefan), Edmund Kossowski (Zbigniew), Zygmunt Mariański (Maciej), Antonina Kawecka (Cześnikowa), Henryk Łukaszek (Skołuba) i Radzisław Peter (Damazy), dyryguje Walerian Bierdiajew, Chor i Orkiestra Teatru Wielkiego w Poznaniu, Polskie Nagrania XEPN 0109-0112 (LP) / Naxos historical, seria: Great Opera Recordings, 8.111391-92 (CD)
- 1978: Andrzej Hiolski (Miecznik), Bożena Betley-Sieradzka (Hanna), Wiera Baniewicz (Jadwiga), Wiesław Ochman (Stefan), Leonard Andrzej Mróz (Zbigniew), Florian Skulski (Maciej), Aleksandra Imalska (Cześnikowa), Andrzej Saciuk (Skołuba), Zdzisław Nikodem (Damazy), dyryguje Jan Krenz, Orkiestra i Chór Polskiego Radia i Telewizji w Krakowie, Polskie Nagrania (LP), wersja CD: Opera Phoenix, 1995; Polskie Nagrania (PNCD 610 A-D, 2002)
- 2002: Adam Kruszewski (Miecznik), Iwona Hossa (Hanna), Anna Lubańska (Jadwiga), Dariusz Stachura (Stefan), Piotr Nowacki (Zbigniew), Zbigniew Macias (Maciej), Stefania Toczyska (Cześnikowa), Romuald Tesarowicz (Skołuba), Krzysztof Szmyt (Damazy), dyryguje Jacek Kaspszyk, Chór i Orkiestra Teatru Wielkiego w Warszawie, EMI (5 57489 2, DDD) – platynowa płyta[11]

Fragmenty:
- 1965: Andrzej Hiolski (Miecznik), Halina Słonicka (Hanna), Krystyna Szczepańska (Jadwiga), Bogdan Paprocki (Stefan), Edmund Kossowski (Zbigniew), Bożena Brun-Barańska (Cześnikowa), Bernard Ładysz (Skołuba), Zdzisław Nikodem (Damazy), dyr. Witold Rowicki, Orkiestra i Chór Teatru Wielkiego w Warszawie, Polskie Nagrania, seria: Opera w przekroju (LP), wersja CD: AAD (PNCD 093).
- 1994: Florian Skulski (Miecznik), Elżbieta Stengert (Hanna), Jolanta Gzella (Jadwiga), Józef Przestrzelski (Stefan), Piotr Nowacki (Zbigniew), Edward Stasiński (Maciej), Aneta Wakarecy (Cześnikowa), Andrzej Nowakowski (Skołuba), Adam Zdunikowski (Damazy), dyryguje Maciej Figas, Opera Nova w Bydgoszczy, Nova 001